# Liste von Märchen aus Nordeuropa
Diese Liste enthält Märchen und Märchen-Sammlungen aus Nordeuropa. Für die Hauptliste, siehe Liste von Märchen.
Die Märchen sind geografisch nach Ländern gegliedert. Die Sortierung innerhalb der Länderabschnitte orientiert sich nach Märchensammlern bzw. Autoren sowie nach deren Buchtiteln, sonstigen Werken oder Büchern, in denen deren Märchentexte wiedergegeben werden, wobei die frühesten Ausgaben der Werke angegeben und Doppelungen der Märchen eines Sammlers/Autors vermieden werden sollten. Kunstmärchen sind jeweils am Ende der Länderabschnitte angegeben.
Die Alternativtitel müssen nicht zwingend den jeweiligen Sammlern zugehörig sein, sondern können auch von unbedeutenden Sammlern oder Aufzeichnern sowie Werken ohne Quellenangabe stammen.

## Nordeuropa
Rudolph Müldener, Nordisches Märchenbuch. Langensalza 1865.
- Der Bauernknabe und die Königstochter
- Der verzauberte Frosch
- König Ingwall’s Töchterlein (auch König Ingwalls Töchterlein)
- Der Jäger mit den Thieren (auch Der Jäger mit den Tieren)
- Die Stube, die mit lauter Käse gedeckt
- Der Hirt
- Vom Mädchen, das Gold aus Lehm und Stroh gesponnen
- Die drei Hunde
- Das Märchen vom Wolfe und der Nachtigall
- Der Schmaus der Zwerge
- Der gläserne Schuh
- Der Schäfer von Grabitz
- Der Elfenpflug
- Die Schwanenjungfrau (vgl. Schwanenjungfrau)
- Das zu der Taufe eingeladene Bergmännchen
- Vom Riesen, der kein Herz im Leibe hatte
- Der Prinz und die Meerfrau
- Wie Einer Mehl vom Nordwind holte
- Die drei Tauben
- Das Märchen von den drei Schneidern

Weitere Bücher
Märchen der Völker – Norwegen – Schweden. Magnus Verlag, Essen, nacherzählt von Bodo von Petersdorf.
- Aschenhans
- Für drei Groschen
- Die drei Königstöchter im blauen Berge
- Der Bursche mit dem Bierfäßchen
- Von den Burschen, die die Trolle im Hedalwalde trafen
- Aschenbrödel, der die Prinzessin im Lügen übertrumpfte
- Der Kohlenbrenner
- Der Widder und das Schwein, die in den Wald gingen, um für sich zu wohnen
- Die Frau gegen den Strom
- Die Braut des Großbauern
- Schlecht belohnte Wohltat
- Die Stadtmaus und die Feldmaus
- Der Teufel und der Vogt
- Peik
- Klein-Frik mit der Geige
- Der Bursche, der sich in einen Löwen, einen Falken und eine Ameise verwandelte

## Dänemark
Svend Grundtvig
Gamle danske Minder i Folkemunde …Samlede og udgivne af Svend Grundtvig. I–III. Kopenhagen 1854–1861.
- Der begrabene Meermann[2]
- Goldwürfel[2]
- Hans bei der Hexe und das graue Fohlen[2]
- Der arme Mann und sein Helfer[2]
- Graubart[2]
- Die wilde Jagd[2]
- Das schwarze Pferd[3]
- König Lindwurm[4] (vgl. Die Schöne und das Biest)
- Der Hirschprinz[4] (Zweitöchtermärchen)
- Die Prinzessin auf der Insel[4] (vgl. Jungfrau Maleen)
- Die Schlange und das kleine Mädchen[4] (vgl. Oda und die Schlange)
- Ederland die Hühnermagd[4] (auch Ederland, die Hühnermagd)[3]
- Die geduldige Frau[4]
- Das kluge Mädchen[4] (vgl. Die kluge Else)
- Die Schlange[4]
- Das gute Schwert[4] (vgl. Prinz Bajaja)
- Der Topf[4]
- Hans mit den goldenen Haaren[4] (auch Hans mit dem goldenen Haar[2] oder Hans mit dem Goldhaar,[5] vgl. Der Eisenhans)
- Der Gesundheitsbaum[4] (Motiv: Prinz Aschenbrödel)
- Die drei guten Ratschläge[4]
- Der treue Diener[4]
- Der starke Hans[4] (vgl. Der tapfere Mikesch)
- Die Prinzessin mit den zwölf Paar Goldschuhen[4] (vgl. Die zertanzten Schuhe)
- Der Zauberhut[4]
- Trillevip[4] (vgl. Rumpelstilzchen)
- Ein Augenblick im Himmel[4] (auch Der Weg ins Himmelreich)[2]
- Die Pfarrersfrau[4]
- Das Trollbier[4] (vgl. Der getreue Eckart von Johann Wolfgang von Goethe)
- Das Schwein[4]
- Zum Teufel mit dem Geld! ich weiß, was ich weiß![4] (auch Ich weiß, was ich weiß!)[3]
- Des Teufels Güte[4]
- Der Pfarrer in der Tonne[4]
- Eine lustige Geschichte[4]
- Der Hund und der Hahn[4]
- Mann und Frau[4]
- Der Wolf[4]

Dänische Volksmärchen – Nach bisher ungedruckten Quellen erzählt. Joh. Barth, Leipzig, 1878.
- In des Wolfes Bau und Adlers Klau’
- Fiddiwau
- Des Königs Kapital
- Zauberers Töchterlein
- Die weiße Taube
- Peter Ochs
- Die lustigen Weiber
- Der Schatz
- Einer, der’s faustdick hinter dem Ohr hat
- Hans und Grethe
- Die Träume
- Das Siebengestirn (vgl. Die vier kunstreichen Brüder)
- Die Wünsche (vgl. Peruonto)
- Der grüne Ritter
- Die Prinzessin im Sarge
- Wunder
- Ritter Grünhut
- Der Waldmensch
- Wolf Königssohn
- Die Zwillingsbrüder

Dänische Volksmärchen – Nach bisher ungedruckten Quellen erzählt. Zweite Sammlung, Joh. Barth, Leipzig 1879.
- Meiner Treu
- Jungfer Lene von Söndervand
- Die Wunschdose
- Hans Meernixensohn
- Der filzige Lars
- Die Rehprinzessin
- Prinz Irregang und Jungfer Miseri
- Drei rothe Ferkelchen (auch Drei rote Ferkelchen)[2]
- Die stumme Königin
- Die kluge Königin (vgl. Die kluge Bauerntochter)
- Für drei Schillinge
- Der Schusterjunge
- Der Salbyer Rabe
- Die folgsamste Frau
- Der Lohn guter Thaten
- Der treue Svend
- Sünde und Gnade
- In Hülle und Fülle
- Die schwarze Schule

Danske Folkeeventyr ved Svend Grundtvig. Kopenhagen 1903.
- Verloren und gefunden

Evald Tang Kristensen
Æventyr fra Jylland. Samlede og optegnede af Evald Tang Kristensen. 1–15. Tredje Samling. Kopenhagen 1895.
- Der Prinz und die Prinzessin im wilden Wald
- Der Prinz mit den Flügeln
- Der Traum
- Die Braut des Hundes
- Der Vogel Benjamin

Nordische Volksmärchen: Teil 1: Dänemark/Schweden. Eugen Diederichs, Jena 1922.
- Die kleine Wildente (vgl. Frau Holle)
- Peter Rothut (vgl. König Drosselbart)
- Klein Mette (auch Klein-Mette)[3]
- Die Mühle auf dem Meeresgrund
- Das Mädchen, das nicht schweigen konnte (auch Das schwatzhafte Mädchen)[3]
- Das gestohlene Schwein
- Der ungehobelte Bauer
- Der Gang in die Mühle
- Die klugen Studenten

Sammlung dänischer Volksüberlieferungen. Kopenhagen.
- Junker Adam und Jungfer Eva
- Der Junge, der die Trollkünste gelernt hatte
- Das Pfannkuchenhaus
- Der Pakt mit dem Teufel
- Die sieben Wildenten (vgl. Die zwölf wilden Enten)
- Rauhhühnchen
- Die guten Helfer
- Prinz Karl in dem verhexten Schloß
- Per Schmieds Peitsche
- Der sprechende Vogel (vgl. De drei Vügelkens)
- Die Sünde der Pastorsfrau
- Die gekochten Eier
- Die Geburtsmale der Prinzessin
- Die Frau des Kapitäns
- Treubursch
- Die stolze Prinzessin
- Zwölf schwarze Männer und zwölf Paar Schuhe (vgl. Die zertanzten Schuhe)
- Der Soldat und der König
- Schneiden oder Scheren
- Die Frau bestimmt überall
- Die gefügige Frau
- Ein Mützchen für das Kind
- Die Bannung der Alten
- Beide Ohren
- Die sprechenden Kücken
- Meine Reise
- Zweimal laden
- Der Brief des Bauern an den König

Weitere Sammler
Laurits Bødker: Danske Folkeeventyr. Kopenhagen 1960.
- Der Zauberlehrling
- Der Bärenmann
- Der tapfere Schuhmacher
- Der Reisekamerad
- Der Schelm von Mols

Franziska Carlsen: Efterretninger om Gammekjogegaard II. Kopenhagen 1878.
- Mette Holzkäppchen

P. Herrmann: Erläuterungen zu den ersten neuen Büchern des …Saxo Grammaticus. Erster Teil: Übersetzung. Leipzig 1901.
- Hading und Regnilda
- Amleth
- Syritha und Othar
- Die Prinzessin im Hügel
- König Snio und der Trinker
- Regner

Jens Kamp
Danske Folkeeventyr. Kopenhagen 1879.
- Der faule Lars, der die Prinzessin bekam (auch Der faule Lars[3] oder Wie der faule Lars die Prinzessin bekam[10], vgl. Peruonto)

Sammlung dänischer Volksüberlieferungen. Kopenhagen.
- Soen Vroen Vrimpentoen
- Der törichte Hans (aufgezeichnet von Schülerin Trine Jensen für Lehrer Jens Kamp)

Niels Levinsen
Folkeeventyr fra Vendsyssel. Udgivet af Laurits Bødker. Kopenhagen 1958.
- Die Jungfrau im Taubenfederkleid vom Schloß Rosenborg[2]
- Das schwarze Schiff[2]
- Der Prinz, der auszog, die Angst kennenzulernen[2]
- Das Herz des Trolls[2]
- Der Prinz ohne Angst[3]
- Die große Lüge[3]

Sammlung dänischer Volksüberlieferungen. Kopenhagen.
- Der grüne Ritter im Federkleid
- Der faule Hans und die beiden Lichtgeister

Axel Olrik: Danske Sagn og Æventyr. Samlede og forøgede Udgave ved Hans Ellekilde. Kopenhagen 1929.
- König Lindwurm
- Vildering Königssohn und Miseri Mö
- Der faule Sohn
- Das Schloß am Silberwald

M. Winther: Danske Folkeeventyr. Samlede af M. Winther. Første Samling. Kopenhagen 1823.
- Die elf Schwäne
- Schwanenweiß
- Der Meermann
- Der Prinz und der Wassermann
- Die Alte in der Waldhütte
- Prinz Weißbär (vgl. Östlich von der Sonne und westlich vom Mond)
- Der verwandelte Bauernbursche
- Der Walrabe
- Die Geschichte von der kleinen Küchenmagd
- Die Elfenkinder
- Die Geschichte von den vier Brüdern
- Die drei Geschenke
- Die beiden Königstöchter

Weitere Märchen
- Der Pfarrer und der König (1854)[3]
- Der Sohn des Fischers (1855)[3]
- Das graue Pferdchen (1860)[3]
- Das Rad kleiden (1868)[3]
- Die erste Eule (1875)[3]
- Terkild (1877)[3]
- Ludwig XVIII. und die Räuber (1878)[3]
- Hans mit den Wasserstiefeln (Folkeminder 9. Kopenhagen 1963.)[3]
- Das weiße Kätzchen (Jens Skytte)[5]
- Der singende Frosch (Jens Jakobsen)[5]
- Die Prinzessin mit der langen Nase (Mariane Nielsen)[5]
- Der gute Helfer (Mads Møller)[5]
- Die kluge Küsterstochter[5] (Kristen Nielsen, vgl. Die kluge Bauerntochter)
- Das Versehen (Svend Peter Jensen)[5]
- Aus einer anderen Gemeinde (Kr. R. Stenbæk)[5]
- Wie die Insel Seeland entstand (Edda Snorra Sturlusonar. Kopenhagen 1931.[11])[2]
- König Gorm heiratet Thyra (Saxo Grammaticus. Berlin 1900.[12])[2]
- Amleths Jugenderlebnisse und seine Reise nach England (Saxo Grammaticus. Kopenhagen 1908–1912.[13])[2]
- Sigrids langer Weg ins Brautbett (Saxo Grammaticus. Kopenhagen 1908–1912.[13])[2]
- Die fortgeflogene Jungfernschaft (Skæmtsomme eventyr fra Danmark, Norge og Sverige. Kopenhagen 1957.[14])[2]
- Der Wahrsager (Skæmtsomme eventyr fra Danmark, Norge og Sverige. Kopenhagen 1957.[14])[2]

Sammlung dänischer Volksüberlieferungen. Kopenhagen.
- Die Katze und die Maus (J. P. Kuhre)
- Die Auswanderung (Anna Pedersen)
- Mikkel Fuchs (Nikolaj Christensen)
- Hans mit den Watestiefeln (Jette und Morten Levy)
- Der Knecht und der Mönch (Nikolaj Christensen)
- Die lange Lüge (Thorkild Knudsen)
- Hans und der Troll (R. K. Nielsen)
- Der schlaue Schneidergeselle (Anders Enevig)
- Der Meisterdieb (N. K. Pedersen)
- Der Junge und der Bauer (Aage Rohmann)
- Der Pastor und der Tagelöhner (N. K. Pedersen)
- Der reiche Mann (Andreas Lorenzen)
- Die Speisung in der Wüste (Chr. Gade)
- Der Pastor von Hem (Jeppe Jensen)
- Die einfältige Bauersfrau und der Hemdzipfel (Johann Christiansen)
- Der spaßige Jüngling (Svend Sörensen)
- Die Katze mit dem dicken Bauch (Lars Andersen)

Inst. f. dän. Dialektforschung.
- Der Mann mit den drei Töchtern (Poul Andersen und Anders Bjerrum)

Weitere Bücher
Märchen europäischer Völker – Isländische Märchen (Färöern). Bertelsmann, Gütersloh 1970er.
- Das Seehundsweibchen
- Das Loch der Riesin
- Dulurin
- Die Hausfrau in Husawik
- Der Kormoran und der Eidervogel
- Die Jagd nach dem Monde
- Die Fahrt im Huldrenboot
- Die drei Götter und der Bauernsohn

Skandinavische Märchen. Artia Verlag, Prag 1973, Miloš Malý.
- Die launenhafte Prinzessin
- Ei oder Pferd
- Auf dem Weg zur Mühle
- Die geschwätzige Gerda
- Die rote Rose
- Der Troll und das Faß Bier

## Kunstmärchen aus Dänemark
Hans Christian Andersen
- Alles am rechten Platz (auch Alles auf seinen Platz!)
- Am äußersten Meer
- Anne Lisbeth
- Aufgeschoben ist nicht aufgehoben
- Das ABC-Buch
- Das alte Haus
- Das Bilderbuch des Paten
- Das Bronzeschwein (auch Das Metallschwein)
- Das eherne Schwein
- Das Feuerzeug
- Das Gänseblümchen
- Das Geldschwein
- Das Glück kann auf einem Holzstückchen liegen (auch Das Glück kann in einem Hölzchen liegen)
- Das hässliche Entlein (auch Das häßliche junge Entlein)
- Das Heinzelmännchen bei dem Krämer
- Das ist wirklich wahr
- Das Judenmädchen
- Das Kind im Grabe
- Das kleine Mädchen mit den Schwefelhölzern (auch Das kleine Mädchen mit den Schwefelhölzchen)
- Das Liebespaar
- Das Mädchen, das auf das Brot trat
- Das Schneeglöckchen
- Das Schwanennest
- Das stumme Buch
- Das Unglaublichste
- Däumelinchen
- Der alte Grabstein
- Der Apfel
- Der Bischof auf Börglum und seine Sippe
- Der böse Fürst
- Der Buchweizen
- Der Ehre Dornenpfad (auch Der Dornenpfad der Ehre)
- Der Engel
- Der Flachs
- Der Flaschenhals
- Der fliegende Koffer
- Der Floh und der Professor
- Der Freundschaftsbund
- Der Garten des Paradieses (auch Der Paradiesgarten)
- Der Gärtner und die Herrschaft
- Der Goldschatz
- Der Halskragen
- Der Haustürschlüssel (auch Der Hausschlüssel)
- Der kleine Klaus und der große Klaus (auch Der große Klaus und der kleine Klaus)
- Der kleine Tuk
- Der Kobold und der Höker (auch Der Kobold bei dem Höker)
- Der Kobold und der Krämer (auch Der Kobold und die Madame; Der Kobold und Madame)
- Der Komet
- Der Kragen
- Der Krüppel
- Der letzte Tag (auch Am letzten Tag)
- Der Marionettenspieler
- Der Mistkäfer
- Der Pförtnerssohn
- Der Reisekamerad
- Der Rosenelf
- Der Sandmann
- Der Schatten
- Der Schmetterling
- Der Schnellläufer (auch Die Schnellläufer)
- Der Schneemann
- Der Schreiber
- Der Schweinehirt
- Der silberne Schilling (auch Der Silberschilling)
- Der Springer
- Der standhafte Zinnsoldat
- Der Stein des Weisen
- Der Sturm zieht mit den Schildern um
- Der Tannenbaum
- Der Traum der alten Eiche (auch Der letzte Traum der alten Eiche)
- Der Umziehtag
- Der unartige Knabe
- Der Vogel des Volksliedes
- Der Wassertropfen
- Der Wind erzählt von Waldemar Daae und seinen Töchtern
- Des Hauswarts Sohn
- Des Junggesellen Nachtmütze
- Des Kaisers Nachtigall (auch Die Nachtigall)
- Des Kaisers neue Kleider
- Die alte Kirchenglocke
- Die alte Straßenlaterne
- Die arme Frau und der kleine Kanarienvogel
- Die Bildkarten
- Die Blumen der kleinen Ida
- Die Chinesische Nachtigall, siehe Des Kaisers Nachtigall
- Die Dryade
- Die Eisjungfrau
- Die Galoschen des Glücks
- Die Geschichte des Jahres
- Die Geschichte von einer Mutter (auch Die Geschichte einer Mutter)
- Die Glocke
- Die Glockentiefe
- Die glückliche Familie
- Die große Seeschlange
- Die Hirtin und der Schornsteinfeger
- Die Irrlichter sind in der Stadt, sagte die Moorfrau
- Die Kartoffeln
- Die kleine Meerjungfrau (auch Die kleine Seejungfer; Die kleine Seejungfrau)
- Die kleinen Grünen
- Die Kröte
- Die letzte Perle
- Die Lichter
- Die Lumpen
- Die Muse des neuen Jahrhunderts
- Die Nachbarfamilien
- Die Nachtmütze des Hagestolzes
- Die Prinzessin auf der Erbse
- Die Psyche
- Die roten Schuhe
- Die Schneekönigin
- Die schönste Rose der Welt (auch Die lieblichste Rose der Welt)
- Die Schnecke und der Rosenstock
- Die Sparbüchse
- Die Springer
- Die Stopfnadel
- Die Störche
- Die Teekanne
- Die Temperamente
- Die wilden Schwäne
- Die Windmühle
- Die Wochentage
- Ein Bild vom Kastellwall (auch Ein Bild vom Festungswall)
- Ein Blatt vom Himmel
- Ein Herzeleid
- Ein Stück Perlenschnur
- Ein Unterschied ist da
- Eine Geschichte
- Eine Geschichte aus den Sanddünen (auch Eine Geschichte aus den Dünen)
- Eine Rose von Homers Grab (auch Eine Rose vom Grabe Homers)
- Elfenhügel
- Es ist ein Unterschied (auch Es gibt einen Unterschied)
- Es ist ganz gewiß!
- Etwas
- Feder und Tintenfaß
- Fliedermütterchen
- Fünf aus einer Schote (auch Fünf aus einer Hülse)
- Frag die Grünwarenfrau! (auch Frag die Gemüsefrau!)
- Großmütterchen (auch Großmutter)
- Gute Laune
- Herzeleid
- Hofhahn und Wetterhahn
- Holger Danske
- Hühner-Gretes Familie
- Ib und die kleine Christine (auch Ib und Christinchen)
- Im Entenhof
- Im Herzen bewahrt aber nicht vergessen
- In der Kinderstube
- Kinderschnack
- Moorkönigs Tochter
- Nachbarfamilien
- Nach Jahrtausenden (auch In Jahrtausenden)
- Ole Luk-Oie (auch Der Sandmann)
- Pieter, Peter und Peer
- Quak
- Schlammkönigs Tochter
- Schön!
- Sie taugte nichts
- Sonnenschein-Geschichten
- Suppe von einem Wurstspeiler (auch Suppe aus einem Wurstpeiler)
- Tantchen (auch Die Tante)
- Tante Zahnweh
- Tanze, tanze, Püppchen mein!
- Tölpel-Hans
- Turmwächter Ole (auch Der Turmwächter Ole)
- Unser alter Schulmeister
- Unter dem Weidenbaum
- Urbanus
- Urgroßvater
- Vaenö und Glaenö
- Verwahrt ist nicht vergessen
- Vogel Phönix
- Von einem Fenster im Vartou (auch Aus einem Fenster in Vartou)
- Was die alte Johanne erzählte
- Was die Distel erlebte
- Was die ganze Familie sagte
- Was man erfinden kann
- Was Vater tut, ist immer recht
- Wer war die Glücklichste?
- Wie’s der Alte macht, ist’s immer richtig (auch Was Vater tut, ist immer recht)
- Wunderschön
- Zwei Brüder
- Zwei Jungfern
- Zwölf mit der Post

## Finnland
Vihtori Alava
- Das Zauberroß (auch Das Märchen vom Zauberroß)[16]
- Der Goldvogel (vgl. Der goldene Vogel)
- Der Mann mit dem Rindenschuh
- Die sieben Brüder
- Der starke Sohn des Schmieds
- Das törichte Weib (auch Die törichte Frau)[16]
- Der Zauberring
- Der Ochsensohn
- Der Besenbinder und der König
- Das böse Weib (auch Die böse Frau)[16]
- Bruder und Schwester und die goldlockigen Königssöhne
- Was ist besser: Wahrheit oder Lüge?
- Wie die Trauerbirke entstanden ist (vgl. Die Frau der Schlange)
- Der Kantelespieler
- Wie sich der Teufel eine Seele fängt
- Die Ehegatten
- Das rote Schaf, an dem alles hängen blieb (auch Das rote Schaf, an dem alles hängenblieb)[17]
- Aschenputtel
- Der dem Teufel versprochene Königssohn
- Der Bauer und der Bär

Weitere Sammler
Oskar Loorits: Der heilige Kassian und die Schaltjahrlegende. Helsinki 1954.
- Der heilige Nikolaus und der heilige Kassian

W. Porkka
- Der sprechende Baum

I. Fr. Ruotsalainen
- Beim Teufel in der Lehre
- Martti
- Lügenmärchen

Fr. A. Saxbäck
- Geld macht nicht reich, wenn Gott nicht hilft
- Vom dummen Teufel
- Die Wunderdinge
- Die dankbaren Tiere
- Der Sünder und der Königssohn
- Die geraubten Töchter
- Das übertretene Verbot

E. Schreck
- Das Girren der Taube
- Die Tiere und der Teufel
- Der Bär als Richter
- Der Wolf als Grenzwächter
- Vom Kranich, der dem Fuchs das Fliegen lehrte (auch Vom Kranich, der den Fuchs das Fliegen lehrte[17] oder Wie der Kranich den Fuchs fliegen lehrte[19], vgl. Der Adler lehrt den Fuchs fliegen)
- Der Kaulbarsch und der Lachs
- Das Eichhorn, die Nadel und der Fausthandschuh
- Der alte Hahn

Juho Sjöros
- Von einem Fisch geboren
- Erlenklotz
- Bekennst du?
- Daumerling
- Lade und feuere!
- Das Teufelsschloß
- Der Königssohn als Gärtner
- Der Soldat

Weitere Märchen
- Ein Kopf (Königsmärchen)
- Das Märchen vom roten Meere (Königsmärchen)
- Die Tochter des Kaufmanns (Königsmärchen)
- Die lebende Kantele (Königsmärchen)

Sammlungen des Folklore-Archivs der Finnischen Literaturgesellschaft in Helsinki.
- Der Wolf, der Fuchs und der Kranich (siehe: Der Fuchs im Märchen)
- Der Schwendacker von Fuchs und Bär (siehe: Der Fuchs im Märchen)
- Der Fuchs frißt den Butternapf (siehe: Der Fuchs im Märchen)
- Der Bär sucht eine Klagefrau
- Die Elster, die Krähe und der Fuchs (vgl. Wie die Krähe graue Federn bekam)
- Der alte Hund und der Wolf
- Der Fuchs und der Adler
- Der schlaue und der rachsüchtige Fuchs
- Johann Stier
- Die drei verschwundenen Königstöchter
- Des Königs Matti
- Der Scharfschütze
- Die Kaisertochter in der Kirche
- Der Räuber als Bräutigam
- Krummrad
- Die Flucht vom Hof des Teufels
- Die ungetreue Schwester
- Die Zauberbuch-Schule
- Drei Brüder als Gefangene des Teufels
- Die Kaiserin versteckt sich
- So eine Überraschung!
- Rotz-Risto
- Bruder, Schwester und die böse Hexe
- Die Frau, die in einen Wolf verwandelt wurde
- Der Heuschober als Bräutigam
- Das Märchen vom Erlenklotz
- Überhaupt nichts!
- Der Hirt und die von Gott gegebene Frau
- Die Frau als Schwiegersohn des Königs
- Die schöne Tochter vom Glasberg (vgl. Die Prinzessin auf dem gläsernen Berg)
- Die böse Hexe und die Schwester von neun Brüdern (vgl. Von den neun Brüdern)
- Das Märchen vom Vogel Greif
- Kerze, brenn an!
- Der arme und der reiche Bruder
- Der fliegende Stuhl
- Der Junge, dessen Gedanken in Erfüllung gingen
- Die Wunder des Gauklers
- Der Pechvogel (vgl. Iwan Pechvogel)
- Das vom Mann geborene Mädchen
- Als neun Männer in ihre Schwerter sprangen
- Die Wünsche der Brüder
- Jesus zu Gast bei einem Fest
- Der Rübenacker des reichen und des armen Mannes
- Der Hofherr als Zugpferd
- Der Betteljunge als Zimmermann auf dem Schiff
- Anterus Luuthattu
- Wie das Feuer geliehen wurde
- Der pfiffige Dummkopf
- Der starke Kaisersohn
- Die Wetterprognose des Bauern
- Der allwissende Doktor
- Aus einem Marktjungen wird ein Kriegsgeneral
- Der König als Räuber
- Matti und der Teufel und ihre vielfachen Händel
- Die Teufel und Matti Sieben (vgl. Sieben-Mensch und Sieben-Buckel)
- Der Jäger und der Böse
- Das Geradebiegen der Haare
- Der Seemann und der Teufel
- Die Geschichte vom Flachs
- Das Dorf Schilda
- Die Schildbürger kaufen eine Flinte
- Die Bewohner von Savo betrügen den Kaufmann
- Die Dummköpfe von Muolaa
- Die törichte Frau
- Die Frau mit den vielen Männern
- Der kleine Matti als Meisterräuber
- Ein armer Mann teilt dem Kaiser das Haselhuhn auf
- Der kluge Kätner und der unfreundliche Gutsherr
- Eine kleinere Sorte Lachs
- Die Reise nach Amerika
- Die wertvolle Katze
- Die Braut des dummen Jungen
- Die Fahrten des Färbergesellen
- Der Herr und der Bauer lügen um die Wette
- Das war aber ein großer Hof!

Weitere Bücher
Märchen europäischer Völker – Märchen aus Finnland und dem Baltikum. Bertelsmann, Gütersloh 1970er.
- Vom dummen Teufel – zum anderen Male

Skandinavische Märchen. Artia Verlag, Prag 1973; erzählt von Miloš Malý.
- Die Tiere und der Teufel
- Der Zauberlehrling
- Der Bauer und der Bär

Märchen der Völker – Finnland – Baltikum. Magnus Verlag, Essen, nacherzählt von Bodo von Petersdorf.
- Schnellfuß, Flinkhand und Scharfauge
- Lippo
- Mikko
- Gegen Tod und Teufel
- Der König und der Kätnerjunge
- Die neun Brüder
- Aschenhannes
- Die Spinnerinnen am Eisloch
- Der wunderbare Stab
- Etwas nichts

## Island
Jón Árnason
Íslenzkar Pyóðsögur og Ævintýri. 1–2. Leipzig 1862 und 1864.
- Die Königskinder in der Höhle der Riesin (Sagan af Sigurði kóngssyni og Ingibjörgu systur hans)
- Der Meisterdieb (Grámann)
- Kolrassa (Sagan af Kolrössu krókrídanði)
- Litill, Tritill und die Vögel (Karlssonur, Lítill, Trítill og fuglarnar, vgl. Der Häuslerssohn, Litill, Tritill und die Vögel)
- Der Bursche, der sich vor nichts fürchtet (Ófæni dreingurinn)
- Dem guten Geber wird siebenfach vergolten (Gott er að gera vel, og hitta sjálfan sig fyrir)
- Die Kuh Búkolla (Búkollu saga, auch Die Kuh Bukolla)[22]
- Drei freien um eine Braut (Sagan of Þrem kóngssonum)
- Die Geschichte vom schlagfertigen Sigurdur (Sagan af Sigurði slagbelg, auch Die Seeschafe)
- Der Küster von Myrká (Djákninn á Myrká)
- Die Sennerin (Huldupilturinn)
- Der Elbenkönig von Seley (Álfakóngurinn í Seley)
- Der Bräutigam und der Wiedergänger (Brúðguminn og draugurinn)
- Jón von Geitaskard (Jón frá Geitaskarði)
- Sigrídur Eyjafjardarsól (Sigriður Eyjafjarðarsól)
- Línus, der Königssohn (Saggan af Hlini kóngssyni, auch bei Adeline Rittershaus)
- Die Geschichte von Märthöll (Mærþallar saga)
- Katlas Traum (Kötludraumur)
- Der Teufel als Verwalter (Brytinn í Skálholti)
- Die Teufelsmühle (Malaðu hvorki malt né salt)
- Der Pfarrer und der Engel Gottes (Leiðslan og sjónirnar)
- Vilfrídur Völufegri (Sagan af Vilfriði Völufegri)

Íslenzkar þyóðsögur og ævintýri. Ný útgáfa. Band 1–6, Reykjavík 1954–1961.
- Jóhanna[21] (Jóhanna)
- Das Pferd Gullfaxi und das Schwert Gunnfjödur[21] (Sagan af hestinum Gullfaxa og sverðinu Gunnfjöður)
- Finna und der Königssohn[21] (Sagan af Finnu forvitru, auch Die kluge Finna[23] oder Finna[24], vgl. Finna die Kluge[22])
- Brjám[21] (Brjáms saga, auch Brjam[22])
- Die kluge Königstochter[21] (Keisarasonurinn siðlausi og kóngsdóttirin Bragðvísa)
- Der Traum des Bauern Sveinn[21] (Bjarni Sveinsson og Salvör systir hans)
- Wie die Elben entstanden[21] (Huldumanna genesis)
- Die Tochter des Pfarrers[21] (Prestsdóttir gift huldumanni)
- Das Geschenk der Elbin[21] (Kaupamaðurinn)
- Una, die Elbenfrau[21] (Una álfkona)
- Hildur, die Königin der Elben[21] (Hildur álfadrottning)
- Der Tagelöhner[21] (Kaupamaðurinn)
- Jón, der Bauernsohn von Mödrudalur[21] (Jón bóndason frá Möðrudal)
- Der Sendbote des Bischofs von Skálholt[21] (Sendisveinn Skálholts biskups)
- Hans, der Häuslerssohn[21] (Sagan af Hans karlssyni)
- Helga, die Häuslerstochter[21] (Helga karlsdóttir)
- Die Töchter des alten Mannes[21] (Karlsdæturna)
- Die Geschichte von der Bauerntochter Ketilrídur[21] (Sagan af Ketilriði bóndadóttur)
- Die Geschwister auf den Westmännerinseln[21] (Systkinin í Vestmannaeyjum)
- Das ausgesetzte Kind[21] (Móðir min í kví, kví)
- Rotkopf[21] (Rauðhöfði)
- Die Sprache der Boote[21] (Skipamál, auch Die sprechenden Schiffe)[23]
- Die Seekühe von Breidavík[21] (Sækýr í Breiðuvik)
- Kráka, die Riesin[21] (Kráka tröllskessa)
- Die Geschichte vom Raben[21] (Krummasaga)
- Die Riesin im Steinboot[22] (Skessan á steinnökkvanum, vgl. Die Riesin in dem Steinboote)
- Die Geschichte von Sigurd Hring und Snati[22] (Sagan af Sigurði hring og Snata)
- Signy Rindsmagen[22] (Sagan af Signýu Vömb)
- Tau und Helga[22] (Döggvi og Helga)
- Tritil Laeralitil[22] (Trítill læralítill)
- Der Mädchenkönig[22] (Meykóngurinn)
- Surtla in den Blaulandinseln[22] (Sagan af Surtlu í Blálandseyjum)
- Bangsimon und das Trollweib[22] (Bangsimon og tröllkonan)
- Helga und der Zwerg[22] (Helga karlsdóttir)
- Die Geschichte von den sechs Brüdern[22] (Sex bræðra saga)
- Die gute Stiefmutter Hild und die Königstochter Ingibjörg[22] (Hildur góða stjúpa og Ingibjörg kóngsdóttir)
- Bui Bauernsohn und Weitgereist[22] (Sagan af Búa bondasyni og Víðförli)
- Die Geschichte von Kolla[22] (Kollu saga)
- Kisa Königstochter und ihre Schwester Ingibjörg[22] (Kisa kóngsdóttir og Ingibjörg)
- Thorstein Karlsson und die zwölf Riesinnen[22] (Þorsteinn karlsson og skessurnar tólf)
- Die Stute Kjöng[22] (Kjangarsaga)
- Der rote Stier Raudiboli und Sigurd Königssohn[22] (Rauðiboli og Sigurður kóngsson)
- Hyrnihrauk[22] (Hyrnihraukur)
- Für den Wirtel die Alte was haben will![22] (Kerling vill hafa nokkuð fyrir snúð sinn)
- Ulfhild, die Ehefrau[22] (Úlfhildur álfkona)
- Die Geschichte von König Odd[22] (Sagan af Oddi kóngi)
- Der Sommerknecht[22] (Kaupamaðurinn)
- Die Bischofstochter in Skalholt[22] (Biskupsdóttirin í Skálholti)
- Garun, Garun, fahl ist mir der Schädel[22] (Gárún, Gárún, grátt er mér um hnakka)
- Besser der Balg als das Kind[22] (Betri er belgur en barn)
- Vom Meermännlein[22] (Frá marbendli)
- Neugierde bekommt den wenigsten[22] (Forvitnin er fæstum góð)
- Wollschlingel[22] (Sagan af Ullarvindli)
- Der Alte und der Tod[22] (Karl og Dauði)
- Die viermal getötete Frau[22] (Sagan af kerlingunni fjórdrepnu)
- Die Geschichte von dem Schneider und der Königstochter (Sagan af skraddaranum og kóngsdótturinni, auch Der Schneider und die Königstochter)[22]
- Nun müßte ich lachen[22] (Nú skyldi ég hlæja)
- Die Fliege und der Ochse[22] (Flugan og uxinn)
- Geschichten von den Bakkibrüdern I[22] (Bakkabræður)
- Geschichten von den Bakkibrüdern II[22] (Bakkabræður)

Josef Calasanz Poestion: Isländische Märchen – Aus den Originalquellen übertragen. Carl Gerolds Sohn, Wien 1884.
- Fertram und Isol die Lichte (auch Nāfrakolla)[24]
- Kohlensteiß auf dem Steckenpferd
- Sigurd, der Königssohn (auch Sigurd)[24]
- Die Kuh Bukolla
- Das Weib möcht’ Etwas haben für den Knopf (auch Der goldene Knopf)[24]
- Asmund und Signy
- Hlini, der Königssohn (auch Lini, der Königssohn)[23]
- Der Häuslerssohn, Litill, Tritill und die Vögel (auch Der Häuslerssohn, Litil, Tritil und die Vögel[27] oder Tritil, Litil und die Vögel[23])
- Königin Mjadveig (auch Mjadveig)[24]
- Jonides und Hildur
- Der Häuslerssohn und seine Katze
- Lineik und Laufey
- Brjam
- Das Märchen von den drei Königssöhnen (auch Die drei Königssöhne)[24]
- Helga, das Aschenbrödel
- Der graue Mann
- Märthöll
- Das Pferd Gullfaxi und das Schwert Gunnfjöður (auch Goldmähne und Kampffeder)[24]
- Vilfriður Völufegri (auch Vilfridur)[24]
- Ullarvindill (auch Der Sack voller Worte)[24]
- Ring, der Königssohn
- Finna, die Vorwitzige (vgl. Finna die Kluge)
- Die Bauerntöchter
- Der Häuslerssohn und der Oberhirt des Königs
- Helga, die Häuslerstochter
- Geirlaug und Grädari (auch Lauphöfda)[24]
- Die Häuslerstöchter
- Bangsimon
- Ingibjörg, die Königstochter
- Hermod und Hadvör
- Sigurd und Ingibjörg, die Königskinder
- Hans der Häuslerssohn
- Thorstein, der Königssohn
- Wachtgut uns seine Brüder
- Die Riesin in dem Steinboote
- Thorstein, der Häuslerssohn

Adeline Rittershaus: Die neuisländischen Volksmärchen. Ein Beitrag zur vergleichenden Märchenforschung. Max Niemeyer, Halle 1902.
- Der verzauberte Riese
  - Kolur im Nipufjall
  - Das Märchen vom Riesen im Bládalur
- Blákápa
- Jóhanna
- Die zur Riesin verzauberte Königstochter
- Der zum Riesen verzauberte Königssohn
- Der zum Hund verzauberte Königssohn
  - Der braune Hund (vgl. Amor und Psyche)
  - Der schwarze Hund (vgl. Amor und Psyche)
- Snati-Snati
- Rauðiboli
- Das Märchen von der Königstochter, die in ein Pferd verwandelt war
- Die zur Hündin verzauberte Königstochter
- Der rollende Rindsmagen
- Die zwölf Rinder
- Die Maus und die Spinne
- Die zwölf Brüder
- Lúsahöttur
- Der zum Löwen verzauberte Königssohn
- Der Fluch der Patin
- Kísa
- Die Meerjungfrau
- Dordingull
- Ganti á Hólnum
- Finna, die Voraussichtige (vgl. Finna die Kluge)
- Die drei Kostbarkeiten des Königs
  - Lupus
  - Das missgestaltete Weiblein
  - Vakri Vesalingur
  - Der Betteljunge
- Þorsteinn mit dem Goldhaar
- Bjarndreingur
- Der verlorene Goldschuh
  - Helga
- Die rechte Braut
- Schneewittchen
- Die Königskinder in der Höhle der Riesin
- Die Königskinder im Baume
- Der Vater, der seine eigene Tochter verfolgt
- Die vergessene Braut
- Bángsímon
- Die gute Stiefmutter
- Das Pferd Gullfaxi
- Die Königstochter Lydia
- Die hilfreichen Tiere
- Vom Königssohne, der seine Schwester erlöst
- Fóa Feykiróa
- Die Bauerntochter Helga
- Der von Riesinnen geraubte Königssohn
- Die kunstreichen Brüder
- Die drei Freier um eine Braut
- Die Riesin im Steinboot (vgl. Die Riesin in dem Steinboote)
- Die Kuh Búkolla
- Der Zauberlehrling
- Die hochmütige Königin
- Vom Bauernsohne, der die Königin heiratet
- Die kluge Königstochter
- Die Burg östlich vom Mond und südlich von der Sonne
- Das Märchen von der schönen Sesselja
- Rósald und Geirald
- Die ungetreue Dienerin
- Der dankbare Zwerg
- Die zwölf Räuber (vgl. Simeliberg)
- Gríshildur, die Gute
- Der dankbare Tote
- Elesa und Bogi
- Der treue Jugendfreund
- Was vom Schicksal bestimmt wird, ist nicht zu ändern
  - Märchen vom Könige Plinias und dem Bauernsohn Valtýr
  - Der Königssohn Hringur und die Bauerntochter Vilborg
  - Das Märchen vom Slægðabelgur (dem Schlauberger)
- Der Heidenkönig und sein Sohn
- Friedrich Jóhann Danibert
- Vom Manne, der die Vogelsprache verstand (vgl. Die beiden Wanderer)
- Diggur und Ódiggur (vgl. Die beiden Wanderer)
- Der Bauernsohn und seine Katze
- Das Aschenbrödel
- Die drei Schwestern
- Hábogi
- Kolrassa
- Die neidischen Schwestern
- Hans, der Dummling
- Lítill, Trítill und die Vögel (vgl. Der Häuslerssohn, Litill, Tritill und die Vögel)
- Ásmundur flagðagæfi
- Der Schafhirte und die Riesin
- Die Pfarrerstöchter und die Geächteten
- Sigríður Eyafjarðarsól
- Das Bauernmädchen und die neunzehn Geächteten
- Eva und ihre Kinder
- Die Augensalbe der Elben
- Der Wechselbalg
- Die Sennerin
- Der Elbenkönig in Seley
- Jón Upplandakonungur
- Die Elbin, die mit einem Bauern verheiratet ist
- Die verwünschte Elbenkönigin
  - König Oddur
  - Snotra
  - Von der Elbenkönigin Hildur
  - Von der Elbenfrau Úlfhildur
  - Von der Elbenfrau Una
- Rumpelstilzchen
  - Rigdín-Rigdón
  - Gilitrutt
  - Finnur
- Das Gemeindekind
- Der Teufel und der Geldsack
- Der Teufel will heiraten
- Der Teufel als Verwalter
- Die Teufelsmühle
- Der Pfarrer und der Engel Gottes
- Frau Schnips
- Ich sitze auf dem Meinigen
- Das Bäuerlein im Himmel
- Von der Frau, die das Butterfass leer nascht
- Meine Frau will etwas für ihren Knopf haben
- Die dummen Weiber
- Das Gastgeschenk der Jungfrau Maria
- Wer ist der Dummste？
- Der Däumling im Kuhmagen
- Der gute Tausch
- Der Bauernjunge und das Kalb
- Dem guten Geber wird siebenfach vergolten
- Der Meisterdieb
- Von dem Burschen, der sich vor nichts fürchtet
- Christus mit dem Kreuze auf dem Rücken
- Sieben auf einen Streich! (vgl. Das tapfere Schneiderlein)
- Das ist gelogen!
- Die trauernde Witwe
- Die drei Ritter
- Das Märchen vom Barbiere
- Die mehrere Male getötete Leiche
- Die mehrere Male begrabene Leiche
- Der König und der Bischof
- Der allwissende Bauernbursche
- Die Wünsche (vgl. Peruonto)
- Der gefüllte Wortsack
- Die listigen Bauerntöchter
- Das Speisetuch, das Goldfüllen und der Hauknüppel
- Der listige Bauernbursche als Hirtenjunge
- Brjám, der Narr
- Hvekkur
- Die Seeschafe
- Der listige Böttchermeister
- Geschnitten oder Geschoren
- Rikkur, der listige Baumeister

Weitere Sammler
Äge Avenstrup und Elisabeth Treitel, Isländische Märchen und Volkssagen. Berlin um 1920.
- Der Küster von Myrká (Djákninn á Myrká)

Pétur Benediktsson
- Zottelbart (Sagan af Loðinbarða)

Ólafur Daviðson
- Die Geschichte vom Königssohn, der ins Meer gestürzt wurde[27]
- Die Geschichte von Christus mit dem Kreuz auf den Schultern[27]

Íslenzkar þjóðsögur. 4 Bände, 3. Aufl. Reykjavík 1978–1980.
- Die Geschichte von Solveig und Margret (Sagan af Solveigu og Margrétu)
- Die rote Stute Raudka (Rauðka)

Bjarni Einarsson: Erzählüberlieferungen des 17. Jahrhunderts. Reykjavík 1955.
- Die Geschichte von Märthöll[27]
- Die zur Riesin verzauberte Königstochter[21] (Himinbjargar saga)
- Brjam[21] (Brjáms saga)

Hallfreður Örn Eiríksson
- Die Geschichte von Foa Riesenrübe[27]
- Die Geschichte von Gipa Gierschlund[27]
- Die Geschichte von Lodinkopur Strutssohn[27]
- Die Geschichte von einem, der sich an der Mitte des Handtuchs abtrocknen durfte[27]
- Die Geschichte vom Grashöckerweib[27]
- Thorstein Lacher[22] (Sagan af Þorsteini glott)
- Die blaugekleidete Frau[22] (Sagan af bláklæddu konunni)
- Die Geschichte von Sigurd und seiner Schwester[22] (Sagan af Sigurði)
- Die Geschichte vom Roßknopf[22] (Sagan af Hrossaknapp)
- Ich habe eine gute Frau[22] (Ég á góða konu)
- Die Geschichte von dem Jungen, der so klein war, daß er sich selber nicht bis an die Nase reichte[22] (Sagan af stráknum, sem var svo lítill, að hann náði ekki upp í nefið á sér)

Hugo Gering
Die Edda. Die Lieder der sogenannten älteren Edda. Leipzig o. J.
- Als Odin einmal die Welt besichtigte

Islendzk Æventyri – Isländische Legenden, Novellen und Märchen. 2 Bände, Verlag der Buchhandlung des Waisenhauses, Halle a. S. 1882/1883.
- Der Königssohn und der Tod (Af dauða og kóngssyni)
- Die drei Gefährten (Af þrimr kumpánum)
- Von der toten Hausfrau und dem Bauern (Af dauða húsfreyu ok bónda)
- Der Teufel als Abt (Frá því er púkinn gjördiz ábóti)

Otto Luitpold Jiriczek: Die Bósa-Saga. Straßburg 1893.
- Die Geschichte von Bósi und dem goldenen Greifenei (Bósa saga)

Þorsteinn M. Jónsson: Grima hin nýja. Safn þjóðlegra fræða íslenzkra. 5 Bände, Reykjavik 1964–1965.
- Der Pfarrer und der zauberkundige Bauer (Presturinn og bóndinn fjölkunnigi)

Konrad Maurer: Isländische Volkssagen der Gegenwart. Vorwiegend nach mündlichen Überlieferungen gesammelt und verdeutscht. Leipzig 1860.
- Die zur Riesin verzauberte Königstochter (Himinbjargar saga)
- Finna und der Königssohn (Sagan af Finnu forvitru, vgl. Finna die Kluge)
- Brjám (Brjáms saga)
- Der Traum des Bauern Sveinn (Bjarni Sveinsson og Salvör systir hans)
- Der Küster von Myrká (Djákninn á Myrká)
- Die Tochter des Pfarrers (Prestsdóttir gift huldumanni)
- Das Geschenk der Elbin (Kaupamaðurinn)
- Una, die Elbenfrau (Una álfkona)
- Línus, der Königssohn (Saggan af Hlini kóngssyni, auch bei Adeline Rittershaus)
- Die Geschichte von Märthöll (Mærþallar saga)

Hans und Ida Naumann: Isländische Volksmärchen. Jena 1923.
- Eine Pfarrerstochter mit einem Huldren verheiratet
- Die Kindstaufe

Jón Samsonarson und Hega Jóhansdóttir: Sammlung von Jón Samsonarson und Hega Jóhansdóttir. Reykjavik.
- Floki, der Meermann (Sagan af Flóka sæbúa)
- Gierschlund (Gýpa)

Einar Ólafur Sveinsson: Sammlung Einar Ólafur Sveinsson.
- Der Pelzjunge (Sagan af loðna stráknum)
- Das Hügelweib (Púfukerlingin)
- Sigurd Glasschrein (Sigurður glerstokkur)

Weitere Märchen
- Die Geschichte vom Edelmannssohn Sigurd und dem guten Falken (Handschrift im Landsbókasafn Íslands)[27]
- Der weise Rabe (Björn Stefánsson, Sechs Volkssagen. 1926.[27] Vgl. Die beiden Wanderer)
- Die Geschichte von der Königstochter Kisa (Ástríður Thorarensen)[27]
- Gudmund und die Mücke (Ljósvetninga saga, Kap. 6.)[22]

Isländische Volkssagen und -märchen. 2 Bände, 1864.
- Die Geschichte von Mjadveig, der Tochter Mánis
- „Die Seele meines Jón“
- Die Geschichte von Björn Ränkeschmied
- Die Geschichte von Sigurd Beutelschläger
- Die Geschichte von Lineik und Laufey
- Nutze die Gelegenheit!
- Kätnerstochter Schlauköpfchen
- Die Geschichte vom Königssohn Hringur
- Kätnerssohn Thorstein
- Die Kuh Bukolla und der Junge

Weitere Bücher
Märchen europäischer Völker – Isländische Märchen. Bertelsmann, Gütersloh 1970er.
- Die verspeisten Böcke
- Thors Fahrt zu Utgarda-Loki
- Das Märchen von Thorstein Hofkraft
- Märdöll
- Das Elbenmädchen
- Asmund Südfahrer
- Hella die Bauerntochter
- Olaf und Helga
- Bjarni und Salwör
- Die Kindtaufe
- Die Mühle, die alles mahlt
- Die rechte Braut
- Auf, meine Sechs, in Jesu Namen
- Ingeborg und ihre gute Stiefmutter
- Der Mann von Grimsö und der Bär
- Der Elbenkönig auf Selö
- Ein toter Mann braucht selten ein Messer
- Der Königssohn Ring und der Hund Snati-Snati
- Die Frau will was haben für ihren Knopf
- Das Seehundfell
- Der Königssohn Thorstein und der dankbare Tote
- Der Ernteknecht
- Der rote Stier
- Trunt, Trunt und die Trolle in den Bergen
- Der Ritter und die Waldfrau
- Die Pfarrerstochter von Prestsbakki
- Graumann
- Pferd Goldmähne und Schwert Kampffeder
- Die Schuhe aus Menschenhaut
- Jon und die Trollsriesin
- Sigrid, die Sonne des Inselfjords
- Das Mädchen von der Alm
- Sigurd und das Gespenst
- Der Knecht und das Seevolk
- Die Elbenkönigin Hild
- Hwekk
- Kort von Mödruwellir und das Seeungeheuer
- Das Mädchen von Galtalaek
- Das Gespenst zu Hagi
- Der starke Grettir und der Wiedergänger Glam
- Das weissagende Meermännlein
- Grettir und die Trollsriesin
- Die Geschichte vom Königssohn Hlinur
- Die Geschichte von Thorstein Stangennarbe
- Die kleine Geschichte von Gudmund und den Rauchtälern
- Die kleine Geschichte von Gudmund und der Brautwerbung
- Thorstein der Gruseler
- Wie Olaf der Heilige seine Stiefbrüder prüfte, aus denen Harald der Alte kam
- Der häßliche Fuß

Skandinavische Märchen. Artia Verlag, Prag 1973; erzählt von Miloš Malý.
- Der Kormoran und die Eiderente
- Von der braven Stiefmutter
- Der dankbare Tote
- Wie Brjams Seele in den Himmel gelangte
- Goldene Tränen
- Wie sie den Mond einfangen wollten
- Von der Kuh Bukolla
- Die Zaubermühle
- Der verwunschene Prinz

## Norwegen
Peter Christen Asbjørnsen und Jørgen Engebretsen Moe
Norwegische Volksmärchen. Teil 1 und 2, Hans Bondy, Berlin 1908.
- Von Aschenbrödel, welcher die silbernen Enten, die Bettdecke und die goldne Harfe des Trollen stahl
- Der Gertrudsvogel
- Der Vogel Dam
- Die wortschlaue Prinzessin (auch Die Prinzessin, die keiner zum Schweigen bringen konnte[33] oder Die Prinzessin, die immer das letzte Wort haben wollte)
- Der reiche Peter Krämer (auch Der reiche Per Krämer[33], vgl. Der Teufel mit den drei goldenen Haaren)
- Aschenbrödel, der mit dem Trollen um die Wette aß (auch Wie Aschenper mit dem Troll um die Wette aß[33] oder Aschenhans, der mit dem Troll um die Wette aß[10])
- Von dem Burschen, der zu dem Nordwind ging und das Mehl zurückforderte
- Die Maria als Gevatterinn
- Die drei Prinzessinnen aus Witenland (auch Die drei Prinzessinnen im Weißland, vgl. Der Furchtlose von Božena Němcová)
- Es gibt noch mehr solche Weiber (auch Manche Weiber sind so)[34]
- Einem jeden gefallen seine Kinder am besten
- Eine Freiergeschichte
- Die drei Muhmen (vgl. Die drei Spinnerinnen)
- Der Sohn der Witwe
- Die Tochter des Mannes und die Tochter der Frau (vgl. Frau Holle)
- Hähnchen und Hühnchen im Nußwald
- Der Bär und der Fuchs
  - Warum der Bär einen Stumpfschwanz hat (auch Warum der Bär einen Stummelschwanz hat[10], siehe: Der Fuchs im Märchen)
  - Wie der Fuchs den Bären ums Weihnachtsessen prellt (siehe: Der Fuchs im Märchen)
- Gudbrand vom Berge (auch Gudbrand von der Berghalde)[35]
- Kari Trästak
- Der Fuchs als Hirte (auch Weshalb der Fuchs eine weiße Schwanzspitze hat)[10]
- Vom Schmied, den der Teufel nicht in die Hölle lassen durfte (auch Die Geschichte vom Schmied, den der Teufel nicht in die Hölle lassen wollte)[36]
- Der Hahn und die Henne
- Der Hahn, der Kuckuck und der Auerhahn
- Lillekort
- Die Puppe im Grase (auch Die Puppe im Gras)[33]
- Das Kätzchen auf Dovre
- Das Soria-Moria-Schloß (auch Schloß Soria Moria)
- Der Herr Peter (vgl. Der gestiefelte Kater)
- Der Bursche und der Teufel
- Die sieben Füllen (auch Geschichte von den sieben Fohlen)[1]
- Gidske (auch Giske)[33]
- Der Meisterdieb
- Die drei Schwestern im Berge
- Vom Riesen, der kein Herz im Leibe hatte (auch Von dem Riesen, der sein Herz nicht bei sich hatte[34] oder Vom Riesen, der sein Herz nicht bei sich hatte, Motiv: Herzversteck im Enten-Ei)
- Grimschecke
- Die Lügenprobe
- Die drei Böcke Brausewind (auch Die drei Böcke Bruse)[33]
- Das Huhn, das nach dem Dovrefjeld wollte, damit nicht die Welt vergehen sollte
- Der Mann, der das Haus beschicken sollte
- Däumerling
- Wohl getan und schlecht gelohnt
- Treu und Untreu
- Peter und Paul und Esben Aschenbrödel
- Die Mühle, die auf dem Meeresgrunde mahlt (auch Die Mühle auf dem Meeresgrunde[33] oder Die Mühle auf dem Meeresgrund[35])
- Schmierbock
- Die Prinzessin auf dem gläsernen Berg
- Aase, das kleine Gänsemädchen (vgl. Jungfrau Maleen)
- Die zwölf wilden Enten – (auch Die zwölf Wildenten[33], vgl. Schneewittchen, Die sieben Raben und Die zwölf Brüder)
- Es hat keine Not mit dem, in welchen alle Weiber verliebt sind (auch Dem fehlt nichts, in den alle Weiber verliebt sind)
- Hakon Bokenbart (vgl. König Drosselbart)
- Die Meisterjungfer (auch Das Meistermädel, vgl. Kupfer-Silber-Goldkessel-Motiv und magische Flucht aus Der Liebste Roland)
- Östlich von der Sonne und westlich vom Mond (auch Östlich der Sonne und westlich des Mondes[33] oder Östlich der Sonne – westlich vom Mond[37], vgl. Die Schöne und das Tier; Amor und Psyche)

Nordische Volksmärchen: Teil 2: Norwegen. Eugen Diederichs, Jena 1922 (nur Neuzugänge).
- Marienkind (vgl. Mond, Sonne und Sterne aus Die sieben Raben und Marienkind)
- Der ehrliche Vierschilling
- Kari Holzrock (auch Kari Trästak, vgl. Aschenputtel)
- Zottelhaube (vgl. Die verzauberte Anicka – Märchenfilm)
- Der große und der kleine Peter (vgl. Der kleine Klaus und der große Klaus)
- Das blaue Band

Norwegische Märchen. Insel Verlag, Frankfurt am Main und Leipzig 1992, Hans-Jürgen Hube (Hrsg.).
- Der Aschenper und seine guten Helfer
- Die Herrenbraut (Dina Thorsen)
- Der Kohlenbrenner
- Der Tabaksbursche
- Lotterkäppchen
- Schafbock und Schwein, die im Wald für sich wohnen wollten

Peter Christen Asbjørnsen
Norske Folke-Eventyr, fortalte af P. Chr. Asbjørnsen. Ny Samling. Oslo 1871.
- Dumme Männer und arglistige Weiber
- Der Bursche mit dem Biertönnchen

Nordische Volksmärchen: Teil 2: Norwegen. Eugen Diederichs, Jena 1922.
- Per Gynt
- Die Insel Udröst (auch Die Insel Utröst)[34]
- Die Totenmette
- Drei Zitronen (vgl. Die Liebe zu den drei Orangen und vgl. Zwerge aus Schneewittchen)
- Der unterirdische Nachbar
- Der Kamerad (auch Der Reisekamerad, vgl. Der Reisekamerad von Hans Christian Andersen)
- Die Trollhochzeit
- Der Huldrehut
- Hexe Pfarrerin
- Der Sturmzauber
- Selbst getan (vgl. Polyphem)
- Der Sturz vom Kirchturm
- Ola Storbaekkjen
- Der weiße Bär König Valemon (auch Weißbär König Valemon[33] oder Eisbärkönig Valemon, vgl. Östlich von der Sonne und westlich vom Mond)
- Die Katze, die so viel fressen konnte
- Die Reise im Braukessel
- Die Waldfrau (vgl. Peer Gynt)
- Vom goldnen Schloß, das in der Luft hing (auch Das goldene Schloß, das in der Luft hing[33] oder Vom goldenen Schloß, das in der Luft hing[34], vgl. Das Zauberbildnis – Märchenfilm)[36]
- Herauf und hernieder zum Dachfirst![34]
- Murmel Gänseei (vgl. Sternberg von Božena Němcová)
- Die Trollfrau
- Des Königs Hasen (auch Wie der König seine Hasen hüten ließ)
- Teufelsbeschwörung
- Der Herr vom Berg und Johannes Blessom
- Der Glücks-Anders
- Der Pfarrer und der Küster (auch Der Pastor und der Küster)[33]
- Der Schiffer und Herr Urian (auch Der Schiffer und der Teufel)
- Der Bursche, der drei Jahre umsonst dienen sollte
- Vom Hasen, der verheiratet gewesen war
- Der Bursche, der um die Tochter der Mutter im Winkel freien wollte (auch Der Bursche, der um die Tochter der Mutter im Winkel werben wollte, vgl. Erlösungsmärchen)
- Die Historie vom Pfannkuchen

Norwegische Sammlung von Volksüberlieferungen beim Institut für Volkstraditionswissenschaften, Universität Oslo.
- Jungfrau Gyltrom
- Der siebente Vater im Hause

Norwegische Märchen. Insel Verlag, Frankfurt am Main und Leipzig 1992, Hans-Jürgen Hube (Hrsg.).
- Rotfuchs und Aschenper
- Butterbauch
- Guten Tag, Mann! – Axtschaft!
- Von den Burschen, die im Hedalswald die Trolle trafen

Jørgen Engebretsen Moe
Norwegische Märchen. Insel Verlag, Frankfurt am Main und Leipzig 1992, Hans-Jürgen Hube (Hrsg.).
- Allschwarz und Allweiß
- Der Schütze und die Moorschnepfe

Weitere Sammler
Ivar Aasen: Norsk Folkekalender 1859.
- Svein Ohnefurcht

Rikard Berge
Sproglige og historiske Afhandlinger viede Sophus Bugges Minde.
- Des Wildkönigs Tochter (auch Des Finnkönigs Tochter)[35]

Norwegische Volksmärchen. Oslo 1914.
- Der Bär, der vom Affen eine Goldkette haben wollte
- Butterball
- Die Prinzessin auf dem Glasberg (vgl. Die Prinzessin auf dem gläsernen Berg)
- Der Gertrudenvogel (vgl. Der Gertrudsvogel)

Norwegische Erzählkunst. Oslo 1924.
- Aschenper, der den Goldstab und die Goldkrone und das Goldene Laken von der Trollhexe stahl
- Wie die Bauersfrau ihre Bewerber im Backofen versteckte

Hallvard E. Bergh: Nye Folkeeventyr og Sagn fra Valdres og Hallingdal, III. Samling. Oslo 1882.
- Sorge und Leid (vgl. Die Schöne und das Biest)
- Helge-Hal im blauen Berg (vgl. Der gestiefelte Kater)

Karl Braset
Feenmärchen, Schwanenmärchen. Altes in der Sparbusprache. Sparbu 1910.
- Die drei Tanten
- Der Junge, der die Königstochter bekam

Märchen, Sagen. Altes in der Sparbusprache. Sparbu 1910.
- Die Tochter der alten Frau und die Tochter des alten Mannes
- Der Kleine Nils und der Große Nils
- Die Alten vom Steinberg
- Der Junge vom Berge

Norsk eventyrbibliotek 3.
- Getan und gedacht ist das gleiche

Sophus Bugge und Rikard Berge: Norske Eventyr og Sagn optegnet ab Sophus Bugge og Rikard Berge. Oslo 1909.
- Die Zauberäpfel (vgl. Die Geschichte von dem kleinen Muck)

Arne Garborg
- Die zwölf Ochsen (vgl. Die sieben Füllen)

Torleiv Hannaas
- Der junge Soldat

Märchen aus Saetesdal. Oslo 1927.
- Der Käse-Falbe
- Der fröhliche Bursche
- Das verrückte Weib
- Pök und Slök und Aschenper, die auszogen, um zu stehlen

Knut Hermundstad: Vätererbe. Die alte Valdres-Kultur. 4, Oslo 1950.
- Die Stieftöchter

Kristofer Janson: Folkeeventyr, uppskrivne i Sandeherad. Oslo 1878.
- Espenklotz
- Der Bursche, der seinen Herren in Harnisch brachte (auch Der Bursche, der seinen Herrn in Harnisch brachte)[34]
- Südlicher als Süden und nördlicher als Norden und in dem großen Goldberg (vgl. Taugenichts der tapfere Ritter – Märchenfilm)[39][36]

Edv. Kruken
- Die Trolle vom Leksvikswald

Edv. Langset
- Jesus und die beiden Säer
- Der Totenkopf

Knut Liestøl
- Die drei Ratschläge (vgl. Die drei guten Ratschläge)
- Der Schuhmacher (vgl. Das tapfere Schneiderlein)

In memoriam. Oslo 1955.
- Weißbär König Valemon (vgl. Amor und Psyche)

Rasmus Løland
Norsk Barneblad. 1901.
- Der Bär und der Fuchs

Norsk eventyrbibliotek 1.
- Was ist eins?
- Der Junge und der Troll
- Der Mann, der ein Nachtquartier bekam

Peter Lunde: Kynnehuset. Volksüberlieferungen aus Vest-Agder. Oslo 1924.
- Die Geißen und der Riese

Nils H. Magerøy und Arne H. Magerøy: Alte Lieder und Gesänge. Oslo 1943.
- Die vier Kalbsfüße

Torkell Mauland
Volksüberlieferungen aus Rogaland. 2 Bände, Oslo 1928.
- Wie die Striler zur Stadt ruderten
- Der Mann, der den Haushalt besorgen sollte
- Eine Heirat
- Die große Mannigfaltigkeit
- Ein Märchen

Norsk eventyrbibliotek 1.
- Der unglückliche Pfarrer

Moltke Moe
- Allschwarz und Allweiß (1904)[35]
- Die Gänse des Königs[35]
- Der schwarze Lars[35]
- Der Junge, der dem Teufel versprochen war[35]
- Die Frau, die so sehr weinte[35]
- Die Jungfrau auf dem Glasberg[33] (vgl. Die Prinzessin auf dem gläsernen Berg)

Volksmärchen aus Flatdal. Oslo 1919.
- Der Meisterdieb

Volksüberlieferungen aus Böherad. Oslo 1924.
- Der Schütze und die Moorschnepfe
- Drei gute Ratschläge (vgl. Die drei Rathschläge)

Ivar Mortensson
- Die Geschichte vom Prinzen Zottelknäuel

Sigurd Nergaard
Sagen aus Elvrom. Oslo 1907.
- Per Furchtlos

Märchen, Kinderreime, Rätsel und Sprichwörter. Oslo 1923.
- Elf Faß Gold und ein Faß Salz
- Wie der Junge Fleisch und Butter verkaufte
- Der Junge und die beiden Herren

Ole Tobias Olsen: Norske folkeeventyr og sagn samlede i Nordland. Oslo 1912.
- Die Toten im Meer und die Toten auf dem Lande

Hans Ross
- Die drei Schwestern in der Riesenburg (vgl. Die drei Schwestern im Berge)
- Die Paradiesleiter
- Pöyk

Johannes Skar: Alter aus Sedesdal. 8 Bände, Oslo 1903–1916.
- Der Ursprung der Unterirdischen[34]
- Das braune Fohlen[35]
- Der kleine Junge, der zur Mühle geschickt wurde[35]

Jotun Skipperskrøner
- Die schlankeste Frau
- Wunschkonkurrenz

Knut Strompdal: Altes aus Helgeland. Oslo 1929.
- Der Nordländer und die Prinzessin
- Hans Trondheimer
- Der Weihnachtssohn

Nikka Vonen
- Murmartinstein im Fels

Weitere Märchen
- Die heimliche Kirche[39]
- Hexenfest[39]
- Wie König Olav der Heilige die Kirche in Seljord gebaut hat (M. B. Landstad)[34]
- Klein-Kirsten, die den Königssohn von England gewann (H. H. Nordbø)[35]
- Kristen Kohlenbrenner[35]
- Per, Pal und Espen[33] (auch Peter und Paul und Espen Aschenhans)[10]

Weitere Bücher
Märchen europäischer Völker – Märchen aus Dänemark Norwegen und Schweden. Bertelsmann, Gütersloh 1970er.
- Wie die Sterne entstanden sind
- Vom Schlaf der Riesen
- Die Bergtrolle
- Die Waldtrolle
- Der Nöck
- Der Draug
- Der Zwerg
- Der Hahn und der Fuchs (vgl. Von einem Hahnen und Fuchs)
- Wohlgetan und schlecht gelohnt
- Der Pfannenkuchen
- Der Burche und der Teufel
- Das Wunderkästchen
- Der Mann, der die Hauswirtschaft besorgen sollte
- Die wohlhabenden Leute
- Aschenhans und die guten Helfer
- Freunde auf Leben und Tod

Skandinavische Märchen. Artia Verlag, Prag 1973; erzählt von Miloš Malý.
- Die drei Ziegenböcke
- Pater Alleswisser
- Drei Wogen
- Die zauberhafte Insel
- Der Kater und der Troll vom Blauen Berg
- Der Butterdieb
- Vom durstigen Schmied

## Schweden
Gunnar Olof Hyltén-Cavallius und George Stephens
Schwedische Volkssagen und Märchen. Haas, Wien 1848.
- Der Hirtenknabe und der Riese:
  - A. Der Knabe, der mit dem Riesen wettete
  - B. Der Knabe, der das Kind des Riesen in den Brunnen fallen ließ
- Das Weib, das in den Ofen gesteckt wurde:
  - A. Die Riesenstube, deren Dach aus bloßen Würsten bestand
  - B. Die Stube, deren Dach aus bloßen Käsen bestand
- Der Knabe, der die Schätze des Riesen stahl:
  - A. Das Schwert, die Goldhühner, die Goldlampe und die Goldharfe
  - B. Die Goldlampe, der Goldbock und der Goldpelz
  - C. Das Goldpferd, die Mondlampe und die Jungfrau im Zauberkäfig (auch Das Goldpferd, die Mondlampe und die Prinzessin im Zauberkäfig)[43]
- Der Halb-Troll, oder die drei Schwerter
- Die beiden Pflegebrüder:
  - A. Silfwerhwit und Lillwacker (bei Stroebe: Silberweiß und Lillwacker)
  - B. Wattuman und Wattusin
- Der Hirte
- Die Prinzessin, die aus dem Meere heraufkam:
  - A. Das schöne Hirtenmädchen
  - B. Lilla Rosa und Långa Leda (auch Die kleine Rosa und die lange Leda[43], vgl. Anfang wie Frau Holle dann Parallelen zu Brüderchen und Schwesterchen ohne Brüderchen, Sireneninsel und Astrid Lindgrens klingende Linde)
  - C. Jungfrau Swanhwita und Jungfrau Räfrumpa (auch Jungfer Schwanenweiß und Jungfer Fuchsschweif[43], vgl. das bretonische Märchen Marie, Yvon und die Sirene)
- Das schöne Schloß, östlich von der Sonne und nördlich von der Erde (auch Das schöne Schloß östlich der Sonne und nördlich der Erde)[43]
- Das Land der Jugend
- Das Mädchen, das Gold aus Lehm und Schüttenstroh spinnen konnte
- Die drei Großmütterchen
- Das Schloß, welches auf Goldpfeilern stand
- Die drei Hunde
- Die Meerfrau:
  - A. Der Königssohn und Messeria
  - B. Der Königssohn und die Prinzessin Singorra
- Das verzauberte Froschweibchen (auch Die verzauberte Kröte)[43]
- Die Prinzessin in der Erdhöhle (auch Die Prinzessin in der Höhle)[43]

Nordische Volksmärchen: Teil 1: Dänemark/Schweden. Eugen Diederichs, Jena 1922.
- Silberweiß und Lillwacker (vgl. Schneewittchen, Jungfrau Maleen, Die zwei Brüder)
- Treu und Untreu
- Der Werwolf
- Zuerst geboren, zuerst vermählt (vgl. von Souvestre: Die Corac’h von der Insel Lok)
- Der lahme Hund (vgl. Die Schöne und das Tier)
- Die Prinzessin auf dem Glasberg (vgl. Die Prinzessin auf dem gläsernen Berg und Der Eisenhans)
- Königin Kranich (vgl. Prinz Bajaja und Der Eisenhans)
- Der Hahn, die Handnühle und der Hornissenschwarm (nur Stephens)[4]
- Der alte Zottelpelz (vgl. König Drosselbart)
- Torre Jeppe

Schwedische Märchen. Insel Verlag, Frankfurt am Main und Leipzig 1992, Hans-Jürgen Hube (Hrsg.).
- Prinz Hut unter der Erde (vgl. Amor und Psyche)
- Der Hirtenjunge

Weitere Sammler
Axel Ahlström: Om folksagorna. Stockholm 1895.
- Eine lustige Historie vom starken Knees

David Arill
Ur den västsvenska folksagodiktningen. Göteborg 1923.
- Prinz Vilius
- Hundsracker

Folksagor från Tanum.
- Der weiße Bär
- Die tüchtige Katze
- Das Mädchen, das den Riesen anführte
- Von einigen, die eine große Erbschaft holten
- Das böse Mädchen
- Der Koch, der im Türkenland war
- Mann und Frau sind sich einig
- Die alte Frau, die die Kuh verkaufte

Carl Michael Bellman
- Bellman und Eulenspiegel (Götlind)
- Bellmans Abschied (Gottfrid Kallstenius)
- Wer wirft den ersten Stein?
- Wie Bellman in einer Pferdehaut lag
- Bellman und die Smittin
- Bellmans Hinrichtung

Richard Bergström und Johan Nordlander: Sagor, sägner ock visor. Stockholm 1885.
- Wie der Bär zu seinem kurzen Schwanz kam

August Bondeson
Svenska Folksagor. Stockholm 1882.
- Alter Riesenhupf! (auch Der alte Riesenhupf)[43]
- Der arme Teufel
- Der Böse und Kitta Grau

Historiegubbar på Dal. Stockholm 1940.
- Die Prinzessin in der Erdhöhle
- Der Spanklauber
- Königssohn Weiße Schlange (vgl. Oda und die Schlange)
- Der Wacholderbusch
- Der Hahn
- Der Teufel und Kitta Grau

Nils Gabriel Djurklou
Sagor och Aefventyr berättade pa Svenska Landsmal. Stockholm 1883.
- Lasse mein Knecht (auch Lasse, mein Knecht![43] oder Lasse mein Knecht oder Herzog Meves von Sevelin[44], vgl. Aladin und die Wunderlampe)

Sagor och sägner. Uppsala 1953.
- Der Pfarrer und der Mesner

Johan Götlind: Saga, sägen och folkliv i Västergötland. Uppsala 1926.
- Der Böse und der Soldat
- Die Prinzessin, die niemals heiraten wollte
- Die Tiere, die die Trolle verscheuchten
- Der hungrige Fuchs
- Der Riese, der sieben Fuder Grütze und sieben Fuder Milch gegessen hatte
- Der geizige Pfarrer und der Knecht
- Wie der Mann ein Pulver aus der Apotheke holte
- Das sage ich das nächste Mal
- Salomos Katze
- Wie Hante zum Schneider mit einem Mantelstoff ging

Johan Herman Hofberg: Svenska Folksägner. Stockholm 1882.
- Der Skalundariese
- Stompe Pilt
- Starkad und Bale
- Die Herrin auf Pintorp (auch Die Pintorpa-Frau)[43]
- Das Gespenst in Fjelkinge
- Der Köhlernils und die Trollfrau

Gunnar Olof Hyltén-Cavallius: Sagor ur G. O. Hyltén-Cavallius och George Stephens samlingar. Stockholm 1942.
- Der Zaubertopf

Ragnar Jirlow: En västmanländsk bergsmans uppteckningar från mitten av 1800-talet.
- Zwei aus Västergötland treffen sich
- Die Dalekarlier auf Bärenjagd
- Der Finne in Seenot

Nils Müntzing: Sagor från Närke. Stockholm 1943.
- Die Prinzessin mit dem goldenen Haar
- Der Junge, der die Königstochter zum Lachen brachte

Johan Nordlander
Svenska Folksagor. Stockholm 1892.
- Das Schiff, das über Wasser und Land fuhr (vgl. Das fliegende Schiff)
- Der faule Lasse
- Der dumme Bursch
- Pelle in By oder die Mühle und der Hahn

Svenska barnvisor ock barnrim. Stockholm 1886.
- Hahn und Henne
- Da ging ich zu meinem Bruder

Ella Ohlson: Sagor från Ångermanland.
- Die Pfarrersfrau ohne Schatten
- Wie der Fuchs aus dem Brunnen heraufkam (vgl. Der Fuchs und der Wolf im Brunnen)

Olof Petter Pettersson: Sagor från Åsele Lappmark. Stockholm 1945.
- Die Salzmühle
- Der schlaue Diebsschlingel und der Riese
- Wie der Kranich und der Fuchs einander bewirteten (vgl. Der Fuchs und der Storch)
- Warum der Hase kein Haus hat

Sven Rothman: Östgötska folkminnen. Uppsala 1941.
- Der ungeladene Hochzeitsgast

E. G. Sahlström: Fryksdalsmål. Stockholm 1915.
- Die Dalekarlier

P. A. Säve: Gotländska sagor. Uppsala 1952.
- Der große und starke Bauernsohn Bären-Öra
- Die Geschichte von dem Bischof, der zum Papst reiste
- Der Gockel, die Mühle und die Knüppel
- Rumpeldipumpel
- Das Glück
- Der Bauer und der Böse
- Die Pfarrersfrau in Sproge
- Pelle Koch
- Der geizige Pfarrer und die drei Kupferlinge
- Der Bauer, der Hausierer und der Böse
- Jerusalem und Pilatus
- Der Bauer und die Ohrfeige

Sven Sederström: Sven Sederströms sagor. Stockholm 1938.
- Der taube Bauer

Albrekt Segerstedt: Svenska Folksagor och Äfventyr. Stockholm 1884.
- Kniges Geld
- Die Pfaffen, die die Kuh kauften
- Die Kobolde und die reiche Witwe
- Der Riese und die Kirche von Örebro
- Wie der Bergtroll Bier borgte
- Der Knecht, der den Teufel narrte
- Der Sarg der Prinzessin
- Der Bauer und die Bergtrolle

J. Söderlund: Uppteckningar från Otterstad i Kållands härad, av. J. Söderlund.
- Der Hoberg-Alte

August Strindberg
- Blauflügelchen

Karel Svoboda
- Eine Weihnachtsgeschichte

v. Sydow-Lund
- Der Riese Finn und der Dom von Lund
- Julspuk (auch Gottesdienst der Toten)[4]
- Das Mädchen und die Schlange
- Der Goldköniginberg
- Trollgeschichten
- Wie Smaland und Schonen entstanden sind
- Der Mann, der am Tag der Unschuldigen Kindlein starb

Teck
- Knös (Der Starke aus dem Ei vgl. Sternberg)[4]

K. H. Waltman
Lidmål. Sagor, sägner ock historier, seder ock bruk. Stockholm 1939.
- Der Pfarrer und die kluge Frau

Lidmål. Ordspråk ock talesätt, smårim, gåtor, äventyr, sägner, seder ock tänkesätt. Stockholm 1894.
- Mann und Frau tauschen ihre Arbeit

Eva Wigström: Sagor ock äfventyr. Stockholm 1884.
- Der Schütze Bryte[43]
- Jäppa in Norrland[44]
- Die lebenden Statuen[44]
- Der Junge aus Göinge[44]

Weitere Märchen
- Der Pfarrer und der Teufel (Sagor från Småland. Stockholm 1939.[67])[44]
- Das verhexte Kalb (Sagor från Emådalen. Stockholm 1882.)[44]

Sagor på landsmål.
- Die beiden Schreine
- Der Mann mit dem grünen Bart
- Der Junge und der Riese
- Stoppelpelz
- Der König und der Soldat
- Der Hahn, der Kuckuck und das Eichhörnchen
- Der Alte Erik in der Mühle
- Der Junge und der Bischof
- Die beiden Västergöten, die nichts erschrecken konnte
- Jetzt lügst du!

Folkminnen från Kläckeberga och Dörby, upptecknade av Hilda och Elise. I. Stockholm 1889–1936.
- Der Bauer, der Pfarrer wurde
- Der Grasfresser auf Öland
- Wie die Öländer Holz holen wollten

Weitere Bücher
Märchen europäischer Völker – Märchen aus Dänemark Norwegen und Schweden. Bertelsmann, Gütersloh 1970er.
- Prinz Andrea und Prinzessin Meseria
- Die kleine Maus
- Der unterirdische Nachbar
- Der weiße Bär König Valemon (vgl. Amor und Psyche)
- Südlicher als Süden und nördlicher als Norden und in dem großen Goldberg
- Vom Hasen, der verheiratet gewesen war
- Reisepelle
- Das Schloß, das auf Goldpfählen stand

Skandinavische Märchen. Artia Verlag, Prag 1973; erzählt von Miloš Malý.
- Der Wolf bei der Beichte
- Der Riese ohne Herz
- Von dem Teufel und dem Bauern
- Ein unüberwindlicher Kraftmeier
- Dieb und König
- Der unsichtbare Diener
- Die Hasen des Königs
- Das Vermächtnis des Geizhalses
- Als erster kam der Hahn

## Kunstmärchen aus Schweden
Elsa Beskow
- Als sich die Trollmutter um die Wäsche des Königs kümmerte

Anna Wahlenberg
- Der Sonnenbaum
- Der seltsame Mönch
- Die gefährliche Insel
- Das Puppenhäuschen
- Die goldnen Böcke
- Stumpfschäuzchens neue Mama
- Der arme Palle
- Der Butterkübel
- Der Müller Jan und die Quelljungfrauen
- Die singende Glocke[69]
- Der Mantel des Zauberers
- Der Zapfen
- Der Trollritt
- Des Königs weiser Entschluß
- Der alte Troll im großen Berg
- Der Ball des Elfenkönigs
- Die Elster, die Salz auf den Schwanz bekam
- Juwelenacker
- Godlinda und der alte König
- Die Perlenkette der Königin
- Die Wichtel der Kätnersleute

Alfred Smedberg
- Die sieben Wünsche
- Die Trolle und der Wichteljunge
- Der Junge, der sich nie fürchtete

Helge Kjellin
- Das Märchen vom Elchbock Skutt und der kleinen Prinzessin Tüvstar

Cyrus Granér
- Das Märchen von den vier alten Riesentrollen und dem kleinen Vill-Vallare-Hirtenjungen

Helena Nyblom
- Der Ring
- Agneta und der Seekönig
- Bellas Wanderung

P. A. Lindholm
- Stalo und Kauras

Harald Östenson
- Das Märchen von Dag und Daga und dem fliegenden Troll auf dem Wolkenberg
- Die Kungfrau in der Wolkenburg

Jeanna Oterdahl
- Der Prinz ohne Schatten

Walter Stenström
- Der Junge und die Trolle

W. E. Björk
- Der goldene Schlüssel

Einar Rosenborg
- Der Riese, der zehntausend Jahre schlief

Ellen Lundberg-Nyblom
- Vingas Kranz[70]

Selma Lagerlöf
- Christuslegenden
- Die alte Agneta[63]

Astrid Lindgren
- Mio, mein Mio
- Die Schafe von Kapela
- Klingt meine Linde
- Sonnenau

Harald Zagar
- Die seltsamen Geschichten von Lylekogen
- Im Märchenland von Lylekogen
- Von Kindern und Trollen aus Lylekogen
- Gestatten, Felix von Lylekogen mein Name